# Baby, You Make Me Crazy
Baby, You Make Me Crazy è un singolo del cantautore britannico Sam Smith, pubblicato il 29 giugno 2018 come quarto estratto dal secondo album in studio The Thrill of It All. 

## Video musicale
Il video musicale è stato pubblicato il 21 giugno 2018 sul canale Vevo-YouTube del cantante ed è stato girato a Verona.